# Campeonato Europeo de Atletismo en Pista Cubierta de 1988

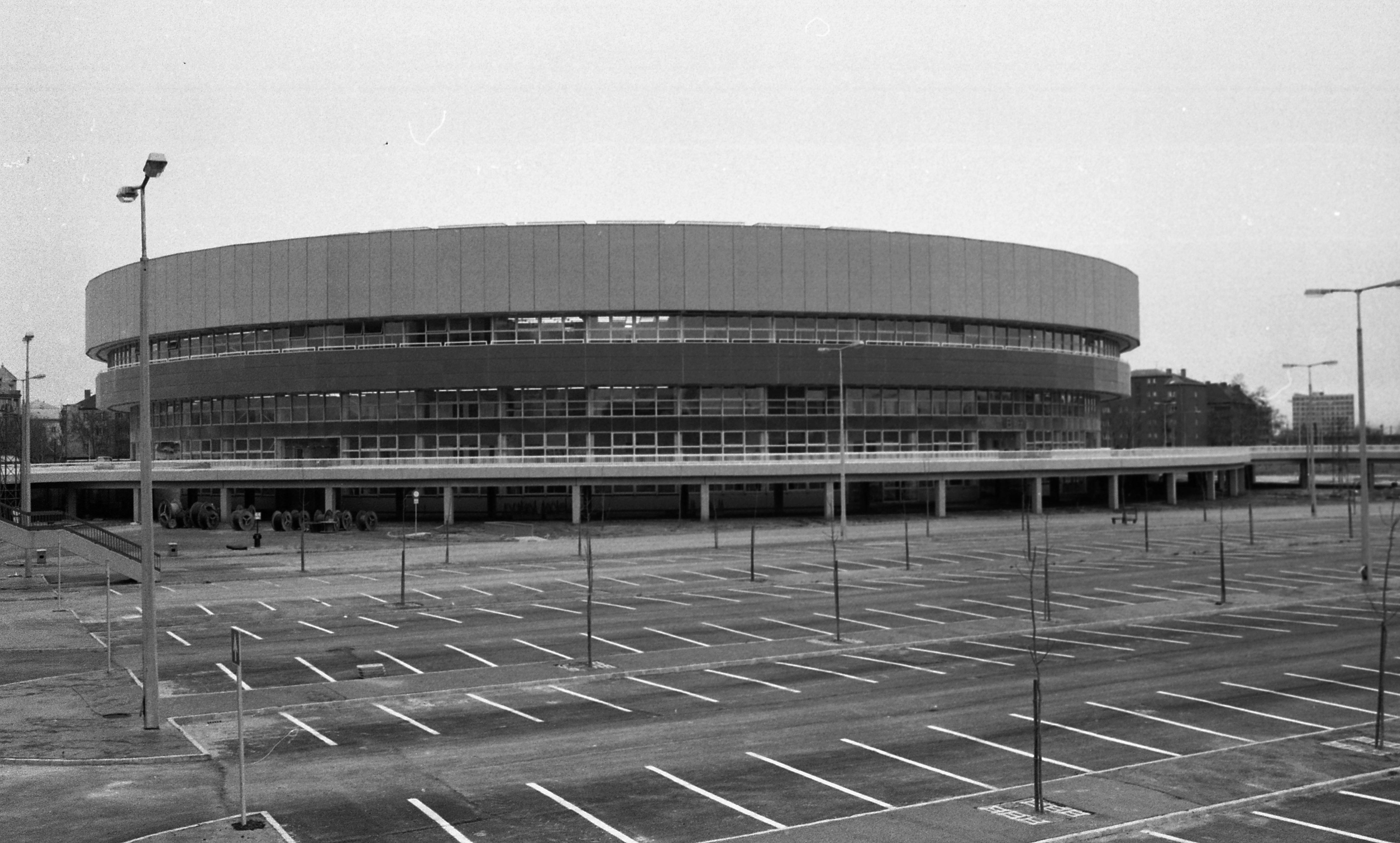
Palacio de Deportes de Budapest (1982)

El XIX Campeonato Europeo de Atletismo en Pista Cubierta se celebró en Budapest (Hungría) entre el 5 y el 6 de marzo de 1988 bajo la organización de la Asociación Europea de Atletismo (AEA) y la Federación Húngara de Atletismo.
Las competiciones se llevaron a cabo en el Sportcsárnok de la capital húngara. Participaron 364 atletas de 27 federaciones nacionales afiliadas a la AEA.

## Resultados

### Masculino
| Evento                    | Oro                                                | Plata                                        | Bronce                                             |
| ------------------------- | -------------------------------------------------- | -------------------------------------------- | -------------------------------------------------- |
| 60 m (05.03)              | Linford Christie Reino Unido 6,57 s                | Ronald Desruelles · Bélgica · 6,60 s         | Valentin Atanasov Bulgaria 6,60 s                  |
| 200 m (06.03)             | Nikolái Razgonov Unión Soviética 20,62             | Nikolái Antonov Bulgaria 20,65               | Linford Christie Reino Unido 20,83                 |
| 400 m (06.03)             | Jens Carlowitz República Democrática Alemana 45,63 | Brian Whittle Reino Unido 45,98              | Ralf Lübke Alemania Occidental 46,25               |
| 800 m (06.03)             | David Sharpe Reino Unido 1:49,17                   | Rob Druppers · Países Bajos · 1:49,45        | Gert Kilbert · Suiza · 1:49,46                     |
| 1500 m (06.03)            | Ari Suhonen · Finlandia · 3:45,72                  | Ronny Olsson · Suecia · 3:46,16              | Rüdiger Horn República Democrática Alemana 3:46,51 |
| 3000 m (06.03)            | José Luis González · España · 7:55,29              | Markus Hacxteiner · Suiza · 7:56,04          | Mijaíl Dasko Unión Soviética 7:56,51               |
| 60 m vallas (06.03)       | Aleš Höffer Checoslovaquia 7,56                    | Jon Ridgeon Reino Unido 7,57                 | Carlos Sala · España · 7,67                        |
| Salto de altura (05.03)   | Patrik Sjöberg · Suecia · 2,39 m                   | Dietmar Mögenburg Alemania Occidental 2,37 m | Sorin Matei · Rumania · 2,35 m                     |
| Salto con pértiga (06.03) | Radion Gataullin Unión Soviética 5,75              | Nikolái Nikolov Bulgaria 5,70                | Atanas Tarev Bulgaria 5,70                         |
| Salto de longitud (05.03) | Frans Maas · Países Bajos · 8,06                   | László Szálma · Hungría · 8,03               | Giovanni Evangelisti · Italia · 8,00               |
| Salto triple (06.03)      | Oleg Sakirkin Unión Soviética 17,30                | Béla Bakosi · Hungría · 17,25                | Vasif Asadov Unión Soviética 17,23                 |
| Peso (05.03)              | Remigius Machura Checoslovaquia 21,42              | Karsten Stolz Alemania Occidental 20,22      | Georgi Yanev Todorov Bulgaria 19,98                |
| 5000 m marcha (06.03)     | Jozef Pribilinec Checoslovaquia 18:44,90           | Roman Mrázek Checoslovaquia 18:44,93         | Sándor Urbanik · Hungría · 18:45,91                |

### Femenino
| Evento                    | Oro                                                   | Plata                                             | Bronce                                             |
| ------------------------- | ----------------------------------------------------- | ------------------------------------------------- | -------------------------------------------------- |
| 60 m (06.03)              | Nelli Fiere · Países Bajos · 7,04 s                   | Silke Möller República Democrática Alemana 7,05 s | Marlies Göhr República Democrática Alemana 7,07 s  |
| 200 m (06.03)             | Ewa Kasprzyk · Polonia · 22,69                        | Tatiana Papilina Unión Soviética 22,79            | Silke Knoll Alemania Occidental 23,12              |
| 400 m (06.03)             | Petra Müller República Democrática Alemana            | Helga Arendt Alemania Occidental                  | Dagmar Neubauer República Democrática Alemana      |
| 800 m (06.03)             | Sabine Zwiener Alemania Occidental 2:01,19            | Olga Neliubova Unión Soviética 2:01,61            | Gabi Lesch Alemania Occidental 2:01,85             |
| 1500 m (06.03)            | Doina Melinte · Rumania · 4:05,77                     | Mitică Constantin · Rumania · 4:06,16             | Brigitte Kraus Alemania Occidental 4:07,06         |
| 3000 m (06.03)            | Elly van Hulst · Países Bajos · 8:44,50               | Vera Michallek Alemania Occidental 8:46,97        | Wendy Sly Reino Unido 8:51,04                      |
| 60 m vallas (05.03)       | Cornelia Oschkenat República Democrática Alemana 7,77 | Marjan Olyslager · Países Bajos · 7,92            | Mihaela Pogăceanu · Rumania · 7,92                 |
| Salto de altura (06.03)   | Stefka Kostadinova Bulgaria 2,04 m                    | Heike Henkel Alemania Occidental 1,97 m           | Larisa Kositsyna Unión Soviética 1,97 m            |
| Salto de longitud (05.03) | Heike Drechsler República Democrática Alemana 7,30    | Galina Chistiakova Unión Soviética 7,24           | Jolanta Bartczak · Polonia · 6,62                  |
| Peso (06.03)              | Claudia Losch Alemania Occidental 20,39               | Larisa Peleshenko Unión Soviética 20,23           | Kathrin Neimke República Democrática Alemana 20,20 |
| 3000 m marcha (06.03)     | María Reyes Sobrino · España · 12:48,99               | Dana Vavřačová Checoslovaquia 12:51,08            | María Cruz Díaz · España · 12:55,03                |

## Medallero
| Núm. | País           | Oro | Plata | Bronce | Total |
| ---- | -------------- | --- | ----- | ------ | ----- |
| 1    | RDA            | 4   | 1     | 4      | 9     |
| 2    | URSS           | 3   | 4     | 3      | 10    |
| 3    | Países Bajos   | 3   | 2     | 0      | 5     |
| 3    | Checoslovaquia | 3   | 2     | 0      | 5     |
| 5    | RFA            | 2   | 5     | 4      | 11    |
| 6    | Reino Unido    | 2   | 2     | 2      | 6     |
| 7    | España         | 2   | 0     | 2      | 4     |
| 8    | Bulgaria       | 1   | 2     | 3      | 6     |
| 9    | Rumania        | 1   | 1     | 2      | 4     |
| 10   | Suecia         | 1   | 1     | 0      | 2     |
| 11   | Polonia        | 1   | 0     | 1      | 2     |
| 12   | Finlandia      | 1   | 0     | 0      | 1     |
| 13   | Hungría        | 0   | 2     | 1      | 3     |
| 14   | Suiza          | 0   | 1     | 1      | 2     |
| 15   | Bélgica        | 0   | 1     | 0      | 1     |
| 16   | Italia         | 0   | 0     | 1      | 1     |
|      | TOTAL          | 24  | 24    | 24     | 72    |